# 福祉批判
現代の、あるいは近代的な福祉国家は経済的ならびに道徳上の基礎において政治的な全域にわたるそれぞれの翼（よく）から批判され続けてきた。古典的自由主義者、リバタリアン、ならびに保守主義者らは、租税によって資金供給されるサービスや移転支出（英語: transfer payment）は労働者が雇用を探す意欲を低下させ、それによって労働への需要の減少、労働報酬の減少、ならびに貧困が悪化することをしばしば主張する。一方で、社会主義者は、自由主義者と社会民主主義者によって擁護される、資本主義の経済システムを正当化してかつ強化するよう試みるものとしての、福祉国家を典型的に批判する。それは資本主義を社会主義者の経済システムに置き換える、社会主義者の目標と衝突する。